# Arthur Nash
  Arthur Nash    (Thunder Bay, 5 de setembre de 1914 - Thunder Bay, 18 de gener de 2000) va ser un jugador d'hoquei sobre gel canadenc que va competir durant les dècades de 1930 i 1940.
Arthur Lawrence "Jakie" Nash va competir en els Jocs Olímpics d'Hivern de Garmisch-Partenkirchen de 1936 com a membre de l'equip canadenc, que va guanyar la medalla de plata en la competició d'hoquei sobre gel.
En acabar els Jocs marxà a Anglaterra per jugar a l'English National League entre 1936 i 1938. Posteriorment tornà al Canadà i jugà fins al 1948.